# Frank Henenlotter
Frank Henenlotter (nascut el 29 d'agost de 1950) és un director, guionista i historiador del cinema estatunidenc. És conegut principalment per dirigir comèdies de terror, especialment Basket Case (1982), Brain Damage (1988) i Frankenhooker (1990).
Tot i ser conegut com a cineasta de terror, Henenlotter ha expressat la seva preferència per ser classificat com a "explotació", afirmant el 2010: "Mai vaig sentir que fes "pel·lícules de terror". Sempre he sentit que feia pel·lícules d'explotació. Les pel·lícules d'explotació tenen una actitud més que qualsevol altra cosa, una actitud que no trobes amb les produccions principals de Hollywood. Són una mica més grolleres, una mica més descarades, tracten amb material que la gent no sol tocar. si es tracta de sexe, drogues o rock and roll."

## Primers anys
Henenlotter va néixer a Nova York el 1950. En una entrevista de 1982 a Fangoria, Henenlotter va recordar que Valley of the Zombies de 1946 era el primer pel·lícula que recorda haver vist, que va veure a la televisió cap al 1958. També va recordar haver vist The Wolf Man" (1941) a la televisió de petit, així com The Tingler (1959) en un teatre als nou anys. Cap als 14 anys, Henenlotter va començar fent pel·lícules amb 8 mm.

## Carrera
Les pel·lícules d'Henenlotter es van inspirar en l'explotació i les pel·lícules de sexplotació que li encantaven, com les que es van rodar a 42nd Street a Nova York a les dècades de 1960 i 1970. El seu primer curtmetratge de 16 mm, The Slash of the Knife, es va completar l'any 1972. En un moment donat, estava previst que es projectés al costat d'una projecció a mitjanit de Pink Flamingos a Nova York, però aquest pla es va abandonar perquè, segons es diu, es considerava que el primer era massa ofensiu (més tard parlant amb Fangoria, Henenlotter va declarar: " Us imagineu una pel·lícula massa ofensiva per projectar amb Pink Flamingos?").

### Pausa i tornada
Després de Basket Case 3: The Progeny, Henenlotter es va involucrar profundament en la llista de llançament del grup de llançament de vídeos especialitzats Something Weird Video; també ha estat fonamental en el rescat de moltes pel·lícules d'explotació i sexplotació de baix pressupost de ser destruïdes, inclosa la camp clàssic La venganza del sexo (1971). Moltes d'aquestes obres s'han publicat amb el logotip especial de Something Weird "Frank Henenlotter's Sexy Shockers".
Durant els 16 anys posteriors a Basket Case 3, diversos projectes de llargmetratges de Henenlotter es van acostar a la producció, inclòs "Sick in the Head", la primera col·laboració de guió de Henenlotter amb R.A. the Rugged Man, en un moment previst per ser produït sota l'egida de la revista Fangoria; però finalment no es va fer. Henenlotter també ha assenyalat els conflictes que va tenir amb els productors per la pel·lícula, que va fer que Henenlotter abandonés el projecte després d'instar-lo a reeditar el seu guió perquè fos "més semblant a Saw." R.A. posteriorment va poder trobar un nou acord i un finançament molt modest a través dels seus contactes amb la indústria de la música, de manera que Bad Biology va ser concebuda per ser rodada amb un pressupost extremadament baix, per a una estrena en sales extremadament limitada i sense qualificació, i posteriorment. llançament de vídeo. Tot i que només els assistents a festivals de cinema i esdeveniments cinematogràfics especials han tingut l'oportunitat de veure la pel·lícula (rodada en 35 mm tradicional per insistència de Henenlotter) projectada en un cinema, Henenlotter afirma que el baix pressupost, el finançament independent i la decisió de renunciar al procés de classificació li van permetre. un nivell de llibertat que ha perdut des de les seves primeres pel·lícules. Bad Biology estava programadaper al llançament de vídeo el gener de 2010 per Media Blasters. Henenlotter apareix com a ell mateix en el documental Herschell Gordon Lewis – The Godfather of Gore i va narrar la pel·lícula al 2010 FanTasia. Al número 304, Frank i el dibuixant de còmics Joshua Emerick van començar la tira còmica Basket Case per a Fangoria. La tira de tres panells apareix a cada número.
Henenlotter va aparèixer a la pel·lícula documental del 2013 Rewind This!, sobre l'impacte del VHS en la indústria cinematogràfica i el vídeo casolà. També va aparèixer amb el director de la pel·lícula, Josh Johnson, quan es va projectar a festivals de cinema com el Telluride Horror Show. El 2014 va dirigir Chasing Banksy, que es va projectar amb la visita d'Henenlotter al New York City Forbidden Planet.

## Filmografia
| Any  | Títol                                         | Director    | Guionista   | notes                                                                    |
| ---- | --------------------------------------------- | ----------- | ----------- | ------------------------------------------------------------------------ |
| 1972 | The Slash of the Knife                        | Sí          |             | Curtmetratge                                                             |
| 1982 | Basket Case                                   | Sí          | Sí          |                                                                          |
| 1988 | Brain Damage                                  | Sí          | Sí          |                                                                          |
| 1990 | Basket Case 2                                 | Sí          | Sí          |                                                                          |
| 1990 | Frankenhooker                                 | Sí          | Coguionista | Coescrita amb Robert "Bob" Martin                                        |
| 1991 | Basket Case 3: The Progeny                    | Sí          | Sí          |                                                                          |
| 2008 | Bad Biology                                   | Sí          | Sí          |                                                                          |
| 2010 | Herschell Gordon Lewis: The Godfather of Gore | Co-director |             | Documental; co-dirigit amb Jimmy Maslon                                  |
| 2013 | That's Sexploitation!                         | Codirector  | Coguionista | Documental; co-dirigit i coescrit amb Donald A. Davis iDavid F. Friedman |
| 2015 | Chasing Banksy                                | Sí          | coguionista | Documentl; coescrit amb Anthony Sneed                                    |
| 2018 | Boiled Angels: The Trial of Mike Diana        | Sí          |             | Documental                                                               |